# Spes Volley Conegliano
Spes Volley Coengliano – żeński klub siatkarski z Włoch, powstały w 1971 r. w Conegliano. Klub występuje w rozgrywkach Serie A, do której po raz pierwszy w historii awansował w 1989 r.
W sezonie 2009/2010 klub spadł do Serie A2, jednak władze klubu odkupiły licencję na grę w Serie A1 od klubu Giannino Pieralisi Volley.
W 2012 utworzono klub pod nazwą Imoco Volley, który zastąpił Spes Volley Coengliano.